# Lăcusteni
Lăcusteni è un comune della Romania di 1 481 abitanti, ubicato nel distretto di Vâlcea, nella regione storica dell'Oltenia. 
Il comune è formato dall'unione di 5 villaggi: 	Contea, Gănești, Lăcusteni, Lăcustenii de Jos, Lăcustenii de Sus.
Lăcusteni è divenuto comune autonomo nel 2004, staccandosi dal comune di Zătreni.